# Patrick Cabanel
Patrick Cabanel (Alès, 22 febbraio 1961) è uno storico francese.
È stato direttore didattico dell’École Pratique des Hautes Etudes presso la quale è titolare della cattedra di Storia e Sociologia del Protestantesimo. Insieme ad André Encrevé ha diretto la redazione dei primi due volumi del Dictionnaire biographique des protestants français de 1787 à nos jours.
I suoi interessi di ricerca si sono principalmente focalizzati sulla storia delle minoranze religiose, sulla costruzione della Repubblica laica e sulla resistenza all'Olocausto.

## Biografia
Allievo del Liceo Alphonse-Daudet di Nimes e dell’École normale supérieure di Parigi, dopo aver conseguito l'abilitazione all'insegnamento della storia nelle scuole secondarie, dal 1999 al 2015 fu professore di storia contemporanea all'Université Toulouse-Jean-Jaurès, e, dal 2000 al 2005, membro junior dell’Institut universitaire de France.
Nel 2015 fu nominato direttore didattico dell'École Pratique des Hautes Etudes e membro del Gruppo Societies, Religions, Secularism (CNRS-EPHE, Parigi). È professore ospite del master Interkulturelle Studien dell’Università di Friburgo in Brisgovia. Nel 2014 fu invitato dal centro interculturale di ricerche storiche Maison de l'histoire dell'Università di Ginevra.

## Attività di ricerca
Sotto la supervisione di Philippe Joutard, nel 1991 discusse la tesi dal titolo Les cadets de Dieu: familles, migrations et vocations religieuses en Gévaudan fin xviie-fin xxe siècles, dedicata alla storia del reclutamento delle vocazioni sacerdotali e religiose nella regione di Lozère, In seguito, per l’esame di abilitazione all’insegnamento nelle scuole secondarie elaborò una dissertazione sul rapporto tra protestantesimo, repubblica e laicità negli anni dal 1860 al 1910, intitolata Le Dieu de la République. Aux sources protestantes de la laïcité, pubblicata nel 2003. Fu il curatore degli atti di un convegno organizzato a Lione da Jean-Dominique Durand (Le grand exil des congrégations religieuses françaises, 1901-1914, nel 2005) e poi di un volume di lettere tratte dagli archivi di queste congregazioni, Lettres d'exil 1901-1909. Les congrégations françaises dans le monde après les lois laïques de 1901 et 1904, dato alle stampe nel 2008.
Storico della didattica e della cultura scolastica, riservò alcune opere alle certificazione del ciclo di studi primario e ai relativi manuali che seguivano il modello de Le Tour de la France par deux enfants, come il libro Cuore e i volumi di Collodi in Italia, piuttosto che Il viaggio meraviglioso di Nils Holgersson in Svezia, o quelli in uso in Spagna e in Svizzera. Inoltre, nel 2006 pubblicò gli atti di un simposio sulle scuole francesi nel Mediterraneo nella prima metà del XX secolo (Une France en Méditerranée. École, langue et culture françaises, XIXe – XXe siècles).
Una seconda direttrice del suo lavoro di ricerca fu incentrata sulla costruzione, i valori e le pratiche della Repubblica laica, cui dedicò Le Dieu de la République, Entre religions et laïcité. La voie française, alcuni lessicografi (Les mots de la religion, Les mots de la laïcité, '’1905. La séparation des Églises et de l'État), un’antologia di testi di Félix Pécaut, caro amico di Jules Ferry (Quinze ans d'éducation). Nel 2016 pubblicò un’opera dal titolo Ferdinand Buisson. Père de l'école laïque.
Cabanel è soprattutto uno storico delle minoranze religiose (protestanti ed ebrei) nella Francia moderna e contemporanea. Fu l’autore di due sintesi, una di storia politica (Les protestants et la République, de 1870 à nos jours, Complexe, 2000), e l'altra che si sforzava di offrire una valutazione globale del destino dei protestanti nella storia francese dalla Riforma all’età odierna, Histoire des protestants en France (XVIe – XXIe siècle) (edita nel 2012).
Insieme a André Encrevé fu uno dei curatori del Dictionnaire biographique des protestants français de 1787 à nos jours, un dizionario biografico in 4 tomi e di 5.000 voci, del quale nel gennaio 2015 uscì il primo tomo (dalla A alla C) e il secondo (dalla D alla G) nel 2020. Dopo essere stato uno dei curatori degli atti del simposio Un modèle d'intégration. Juifs et israélites en France et en Europe, pubblicò diverse indagini sul salvataggio degli Ebrei nella Francia degli anni Quaranta, inclusa una Histoire des Justes en France (nel 2012) e mise in dubbio la nozione di resistenza spirituale ( Résister. Voix protestantes, nel 2012). Nel 2004 dedicò un volume alle “affinità elettive” tra le minoranze ugonotte ed ebraiche dal XVI secolo ai giorni nostri.

## Opere
Come autore
Les Protestants et la République, de 1870 à nos jours, Complexe, 2000.
- Les Mots de la religion dans l'Europe contemporaine, Presses universitaires du Mirail, 2001.
- Trames religieuses et paysages culturels dans l'Europe du XIXe siècle, Seli Arslan, 2002.
- La République du certificat d'études. Histoire et anthropologie d'un examen, Belin, 2002.
- Le Dieu de la République (1860-1900), Presses universitaires de Rennes, 2003.
- Les Mots de la laïcité, Presses universitaires du Mirail, 2004.
- Juifs et protestants en France, les affinités électives : XVIe-XXIe siècles, Fayard, 2004.
- 1905. La Séparation des Églises et de l'État, Geste Éditions, coll. « 30 questions », 2005.
- Cévennes. Un jardin d’Israël, Cahors, La Louve éditions, 2ª ed., 2006.
- La Tour de Constance et Le Chambon-sur-Lignon. L'oubli et le royaume, Cahors, La Louve éditions, 2007.
- Entre religions et laïcité. La voie française, XIXe-XXIe siècles, Privat, 2007.
- Le Tour de la nation par des enfants. Romans scolaires et espaces nationaux, XIXe-XXIe siècles, Belin, 2007.
- Voyage en religions. Histoire des lieux de culte en Languedoc et Roussillon, Nouvelles Presses du Languedoc, 2007.
- Chère mademoiselle… - Alice Ferrières et les enfants cachés de Murat, Éditions Calmann-Lévy, 2010
- Histoire des Justes en France, Armand Colin, 2012
- Résister. Voix protestantes, Alcide, 2012
- Histoire des protestants en France, Fayard, 2012
- De la paix aux résistances. Les protestants en France 1930-1945, Fayard, 2015, ISBN 2213685762
- La Question nationale au XIXe siècle, La Découverte, coll. ‘’Repères’’, éd. 2015 [1997].
- Ferdinand Buisson. Père de l'école laïque, Labor et Fides, 2016
- Le Protestantisme français, la belle histoire XVIe-|XXIe}, Alcide, 2017
- Alexis Muston Journal (1825-1850), Grenoble, PUG, coll.’’La Pierre et l'écrit’’, 2018
- Nous devions le faire, nous l’avons fait, c’est tout. Cévennes, l’histoire d’une terre de refuge, 1940-1944, Alcide, 2018, ISBN 978-2375910306
- 1942. Mgr Saliège, une voix contre la déportation des juifs, Portet-sur-Garonne, Éditions Midi-Pyrénéennes, 2018
- Histoire des Cévennes, PUF, coll. ‘’Que sais-je ?’’, n. 3342 8ª ed. 2019 [1998] ISBN 9782715400115.
- La Maison sur la montagne. Le Coteau fleuri, 1942-1945, Albin Michel, 2019, p. 257
- Deux peintres du refuge : artistes juifs dans les Cévennes (1942-1944), Alcide, 2020 ISBN 978-2-3759-1053-5.
- Évangéliser en France au XXe siècle: histoire de La Cause (1920-2020), Parigi, La Cause, 2021 ISBN 978-2-8765-7134-1.
- Alexis Muston : le Michelet des Alpes, Maisons-Laffitte, Ampelos, 2021 ISBN 978-2-3561-8207-4.
- Les Pommiers juifs du Pendedis, Alcide, 2021 ISBN 978-2-3759-1071-9.

Come curatore
- Dire les Cévennes - Mille ans de témoignages, préface de Philippe Joutard, Presses du Languedoc/Club cévenol, 1994 (versione online).
- La Tunisie mosaïque, diasporas, cosmopolitisme, archéologie de l’identité, con Jacques Alexandropoulos, Presses universitaires du Mirail, 2000.
- Questions de démocratie, co-curata con Jean-Marc Février, Presses universitaires du Mirail, 2000.
- Les Camisards et leur mémoire 1702-2002 con Philippe Joutard, (simposio internazionale), Presses du Languedoc, Sète 2002. ISBN 2-85998-269-8.
- La Deuxième Guerre mondiale, des terres de refuge aux musées, con Laurent Gervereau, Le Chambon-sur-Lignon, 2003.
- La Fabrique des nations. Figures de l'État-nation dans l'Europe du XIXe siècle, con Michel Bertrand et Bertrand de Lafargue, Les Éditions de Paris, 2003.
- Un modèle d'intégration. Juifs et israélites en France et en Europe, XIXe-XXIe siècles, avec Chantal Bordes-Benayoun, Berg International, 2004.
- Religions, pouvoir et violence, con Michel Bertrand, Presses universitaires du Mirail, 2005.
- Le Grand Exil des congrégations religieuses françaises 1901-1914, con Jean-Dominique Durand, éd. du Cerf, 2005.
- Cévennes, terre de refuge (1940-1944), con Philippe Joutard e Jacques Poujol, 5ª ed. Nouvelles Presses du Languedoc, 2012 [1987].
- Une France en Méditerranée. Écoles, langue et culture françaises XIXe-XXe siècles, Créaphis, 2006.
- Lettres d'exil 1901-1909. Les congrégations françaises dans le monde après les lois laïques de 1901 et 1904, Turnhout, Brepols, 2008.
- Le Siècle des excès, avec Patrice Touchard, Christine Bermond-Bousquet, Maxime Lefebvre, PUF, 7ª ed., 2010.
- Histoire régionale de la Shoah, avec Jacques Fijalkow, Les Éditions de Paris, 2011.
- La montagne refuge - Accueil et sauvetage des juifs autour du Chambon-sur-Lignon, con Philippe Joutard, Jacques Semelin, Annette Wieviorka, Albin Michel, 2013.
- Les Cévennes au XXIe siècle, une renaissance, Alcide, 2014.
- Dictionnaire biographique des protestants français de 1787 à nos jours, tomo 1, A-C (2015) e tomo 2, D-G (2020), con André Encrevé, éditions de Paris/Max Chaleil, XXVI-831 p. ISBN 978-2846211901.
- Croire, s’engager, chercher. Autour de Jean Baubérot, du protestantisme à la laïcité, con Valentine Zuber et Raphaël Liogier, Turnhout, Brepols, 2016 ISBN 978-2-503-56749-5.
- La Saga Bost. Une famille protestante XVIIe-XXIe siècles, con Laurent Gervereau, Genève, Labor et Fides, 2017 ISBN 9782830916195.
- Protestantismes, convictions & engagements. Colloque international, historique & interreligieux, Olivétan, 2019

## Premi e riconoscimenti
- 1988: premio Pays-Protestants per Cévennes, terre de refuge (1940-1944)[6]
- 2005: Cabri d'or per Cévennes, un jardin d'Israël;
- 2012: cavaliere della Legion d’onore[7];
- 2012: premio Philippe-Viannay per Histoire des Justes en France[8];
- 2013: premio Le-Dissez-de-Penanrun dell’Académie des sciences morales et politiques[9].